# Shalom Pharao
Shalom Pharao (1982) ist ein deutscher Zeichentrickfilm von Curt Linda (Regie) und Günter Tolar (Drehbuch).

## Handlung
Der Film handelt von der biblischen Geschichte über Joseph und seine Brüder. Es handelt sich bei der Erzählweise um eine Geschichte-in-einer-Geschichte. Der Sekretär erzählt Pilatus und seiner Frau die biblischen Ereignisse Josephsgeschichte (Genesis/1. Buch Mose Kap. 37–50), meist mit zeitgenössischen Bezügen.

## Kritik
„Origineller Zeichentrickfilm, der die biblische Geschichte von Josef und seinen Brüdern anregend-witzig erzählt, indem er den Rahmenfiguren Pontius Pilatus sowie dessen Frau und Sekretär Gelegenheit gibt, immer wieder kommentierend und in die Gegenwart verweisend in den Erzählvorgang einzugreifen.“

## Veröffentlichungen
Der Film wurde nur selten im deutschen öffentlich-rechtlichen Fernsehen gezeigt. Am 3. August 1982 wurde er im Zuge der Duisburger Filmwoche einem breiten Publikum vorgeführt. Kinoverleih ist die deutsche Firma Atlas. Zudem gab es eine Aufführung zum Abschluss des 87. Katholikentages im Jahre 1982 in Düsseldorf. Am 23. März 2008 wurde der Film letztmals im ZDF ausgestrahlt.
Der Film ist im April 2011 auf DVD erschienen.